# Intervención alemana en Finlandia
La intervención alemana en Finlandia (en finés: Saksan interventio Suomen sisällissodassa, lit. 'intervención alemana en la guerra civil finlandesa') fue una intervención militar del Imperio alemán en la guerra civil finlandesa que estaba teniendo lugar en 1918, después que el gobierno del Reino de Finlandia solicitase la ayuda alemana. Los historiadores consideran que la intervención alemana no determinó la victoria del bando blanco en la guerra, sino que su participación implicó la aceleración del final, ya que obligó al gobierno soviético de Rusia a retirar sus unidades de Finlandia para no perderlas a manos de los alemanes.
La intervención alemana comenzó con la ocupación del archipiélago Åland en la primera semana de marzo de 1918 y continuó con el desembarco de 12.000 hombres de la División Báltica junto al destacamento Brandenstein (dirigido por Otto von Brandenstein) en el sur de la región de Finlandia.
Los alemanes avanzaron desde Hanko a Helsingfors para continuar hacia Hämeenlinna, llegando a avanzar y tomar Kymenlaakso, donde rindieron sus armas los últimos guardias rojos a principios de mayo. La operación más grande dentro de la intervención fue la toma de Helsingfors. Las perdidas alemanas totales en la intervención fueron de 360 bajas.
La intervención fue defendida como dentro de la legislación internacional, ya que se respondió a una petición oficial del gobierno finlandés y no solo a la petición de la Guardia Blanca, aunque realmente esta intervención entraba dentro de los planes bélicos de Alemania con relación a la Primera Guerra Mundial.
La intervención fue más sencilla para Alemania gracias a la firma del Tratado de Brest-Litovsk el 3 de marzo de 1918 con el que el nuevo gobierno ruso se retiró de la Primera Guerra Mundial, liberando todo el frente oriental, que liberó 160 divisiones alemanas (aprox. 2 millones de soldados) que pudieron ser usadas para otros menesteres.
El interés de Alemania se basaba en sus propios intereses: En los recursos naturales y el comercio exterior con Finlandia, ya que el este país estaba embargado por los Aliados, así como en la posibilidad de operaciones militares futuras contra la Rusia soviética y las potencias occidentales a través de Finlandia.
El gobierno finlandés, por otro lado, quería poner fin a la guerra civil lo más rápido posible, y no confiaba en la capacidad de la Guardia Blanca comandada por el general C. G. E. Mannerheim para derrotar rápidamente al Ejército Rojo. Mannerheim se resistió a pedir ayuda a Alemania y finalmente accedió a ella sólo con la condición de que las tropas alemanas estuvieran nominalmente subordinadas a su mando.
La intervención alemana en Finlandia supuso un quebradero de cabeza para los aliados aún en guerra con ella en la Primera Guerra Mundial. Tanto así, que diputados franceses sondearon la posibilidad de recrudecer ataques en el frente occidental para obligar a Alemania a concentrar su esfuerzos en él, mientras que Reino Unido llegó a desplegar tropas en Múrmansk, para proteger los depósitos de municiones de las tropas de intervención aliadas en Rusia del posible avance alemán por la antigua gobernación de Arcángel tras liberar Finlandia (Campaña del Norte de Rusia). La presencia británica bajo el mando de Frederick Poole, acabó dando lugar a la Administración Suprema de la Región Septentrional tras apoyar un golpe militar antibolchevique de Georgi Chaplin.
La intervención profundizó aún más la difícil situación de los rojos, y la guerra terminó después de solo un mes. Después de esto, el ejército alemán permaneció en Finlandia hasta el final de la Primera Guerra Mundial y la rendición del país en noviembre de 1918. Como resultado de tratados desfavorables con Alemania, ésta no pudo ejercer el dominio cultural que esperaba mantener con la nación finlandesa, como el sueño de Guillermo II de poner a uno de sus hijos menores en el trono finés.